# Hands Like Houses
Hands Like Houses is een Australische posthardcoreband afkomstig uit hoofdstad Canberra. 

## Biografie
De band werd opgericht in 2008 uit de as van twee eerdere bands, So Long Safety en Eternal Debut. De band werkte met producer Cameron Mizell aan haar debuut EP, maar deze werd nooit uitgebracht. In januari 2012 tekende de band een contract bij Rise Records, waarna de band in maart van datzelfde jaar haar debuutalbum Ground Dweller uitbracht. Het album kwam binnen op een tweede plaats in de Top Heatseekers hitlijst. Op 2 mei 2012 startte de band aan haar eerste toer door de Verenigde Staten, de The Freshman Class of '12 Tour. Later toerde de band in het voorprogramma van We Came as Romans en Attack Attack!, alsook in het voorprogramma van Pierce the Veil en Sleeping With Sirens voor de  Collide with the Sky Tour. 
In 2013 toerde de band met wederom Pierce the Veil en Woe, Is Me door het Verenigd Koninkrijk, waar ze meerdere nummers van hun tweede studioalbum Unimagine, dat uiteindelijk in juli uit zou komen, ten gehore brachten. In 2014 toerde de band veelvuldig ter promotie van hun nieuwe album. Ze toerden onder andere door de Verenigde Staten naast Memphis May Fire, The Word Alive, A Skylit Drive en Beartooth. Ook toerde de band voor het eerst als hoofdprogramma door het Verenigd Koninkrijk. Nadat ze 16 december 2014 de EP Reimagined hadden uitgebracht, trok de band door Europa naast Bury Tomorrow.
In 2015 verzorgde de band het voorprogramma van de Discovering the Waterfront 10 Year Anniversary Tour van Silverstein. Tijdens de Vans Warped Tour bracht de band de eerste single, New Romantics, van hun nieuwe album Dissonants ten gehore, waarna de band eind 2015 inviel voor The Ghost Inside, die gewond waren geraakt door een busongeluk, tijdens de Big Ass Tour met A Day to Remember (band), The Amity Affliction en Motionless in White. Op 26 februari 2016 kwam het derde studioalbum van de band uit, gevolgd door de aankondiging dat da band samen met Northlane en In Hearts Wake door Australië zou toeren.
Op 15 juni 2017 maakte de band bekend dat zij een contract hadden getekend bij Hopeless Records. Distributie in Australië en Nieuw-Zeeland bleef in handen van UNFD. Op 12 oktober 2018 bracht de band haar vierde studioalbum Anon uit. De tweede single van dat album, Monster, was de officiële themesong voor de WWE Super ShowDown in Melbourne. Begin 2019 gaf de band ter promotie zes optredens in Australië, waarna de band aan het einde van jaar wederom door Australië trok, ditmaal van langere duur.

## Personele bezetting
| Huidige leden - Trenton Woodley – leidende vocalen (2008–heden), keyboards, programmering (2014–heden) - Matt Cooper – leidende gitaar (2008–heden) - Alexander Pearson – slaggitaar, achtergrondvocalen (2008–heden) - Joel Tyrrell – bas, achtergrondvocalen (2008–heden) - Matt Parkitny – drums (2008–heden) | Voormalige leden - Jamal Sabet – keyboards, programmering (2008–2014) |

Tijdlijn

## Discografie
Studioalbums
| Ground Dweller | - Uitgebracht: 13 maart 2012 - Label: Rise - Format: CD, LP, digitale download, streaming             | —  | 141 |
| Unimagine      | - Uitgebracht: 23 juli 2013 - Label: Rise - Format: CD, LP, digitale download, streaming              | 51 | 37  |
| Dissonants     | - Uitgebracht: 27 februari 2016 - Label: Rise, UNFD - Format: CD, LP, digitale download, streaming    | 7  | 68  |
| Anon           | - Uitgebracht: 12 oktober 2018 - Label: Hopeless, UNFD - Format: CD, LP, digitale download, streaming | 4  | —   |